# Korkeamaa (ö i Norra Österbotten)
Korkeamaa är en ö i Finland. Den ligger i sjön Irnijärvi och Ala-Irni och i kommunen Kuusamo i den ekonomiska regionen  Koillismaa ekonomiska region  och landskapet Norra Österbotten, i den nordöstra delen av landet, 600 km norr om huvudstaden Helsingfors. Öns area är 9,7 hektar och dess största längd är 0,6 kilometer i nord-sydlig riktning.